# Othreis collusoria
Othreis collusoria är en fjärilsart som beskrevs av Druce. Othreis collusoria ingår i släktet Othreis och familjen nattflyn. Inga underarter finns listade i Catalogue of Life.